# 1824 en photographie
| Années de la photographie : 1821 - 1822 - 1823 - 1824 - 1825 - 1826 - 1827    |
| Décennies de la photographie : 1790 - 1800 - 1810 - 1820 - 1830 - 1840 - 1850 |

Cet article présente les faits marquants de l'année 1824 en photographie.

## Événements
- 16 septembre : Nicéphore Niépce écrit dans une lettre à son frère Claude au sujet de ses recherches héliographiques : « La réussite est complète »[1].

## Naissances
- 15 janvier : Charles Carey, peintre, graveur et photographe français, mort le 25 décembre 1897.
- 21 janvier : Bertha Valerius, peintre et photographe suédoise, morte le 24 mars 1895.
- 7 mars : Robert Jefferson Bingham, photographe britannique, mort le 23 février 1870.
- 20 mars : Stanislas Ratel, ingénieur et photographe français, mort le 30 août 1904.
- 12 avril : Alphonse Davanne, chimiste et photographe français, cofondateur de la Société française de photographie, mort le 19 septembre 1912.
- 14 avril : Auguste Salzmann, peintre et photographe français, mort le 24 février 1872.
- 18 avril : Dominique Roman, photographe français, mort le 4 janvier 1911.
- 5 mai : Thomas Richard Williams, photographe britannique, un des pionniers de la stéréoscopie, mort le 5 avril 1871.
- 17 juin : Ludovico Tuminello, photographe italien, mort le 9 juillet 1907.
- 25 juillet : Pierre Brandebourg, peintre et photographe luxembourgeois, mort le 23 mai 1878.
- 6 septembre : Louis Dodéro, photographe français, mort le 18 décembre 1902.
- 12 septembre : Alessandro Pavia, photographe italien, mort le 2 septembre 1889.
- 27 septembre : Adolphe-Alexandre Martin, photographe français, inventeur du ferrotype, mort le 9 mai 1896.
- 5 novembre : Eugène Lamoisse, peintre et photographe français, mort le 21 décembre 1899.
- 13 novembre : Gustave de Beaucorps, photographe français, mort le 10 juin 1906.
- 18 décembre : Gustave Cosson, photographe français, mort le 8 mai 1896.

- Date précise non renseignée ou inconnue :
  - Paolo Francesco D'Alessandri, photographe italien, mort en 1889.